# 7714 Briccialdi
7714 Briccialdi (1996 CC1) là một tiểu hành tinh vành đai chính được phát hiện ngày 9 tháng 2 năm 1996 ở Đài thiên văn Santa Lucia Stroncone.
Tiểu hành tinh đặt tên theo Giulio Briccialdi.